# Fort-Louis
Fort-Louis (deutsch Fortlouis, 1915–1918 und 1940–1944 Ludwigsfeste) ist eine französische Gemeinde mit 287 Einwohnern (Stand 1. Januar 2021) im Département Bas-Rhin in der Region Grand Est (bis 2015 Elsass). Sie liegt am Rhein, nahe den deutschen Gemeinden Rheinmünster-Söllingen und Hügelsheim.

## Geschichte
Im Jahr 1686 befahl König Ludwig XIV. von Frankreich den Bau einer Festung im unteren Elsass, unmittelbar an der Grenze zur Markgrafschaft Baden. Sie wurde ab 1687 innerhalb von zehn Jahren auf einer Insel des damals noch nicht regulierten Rheins nach Plänen von Sébastien Le Prestre de Vauban und dem Festungsbauingenieur Jacques Tarade errichtet. Die mittelalterliche Pfalz im rund zwanzig Kilometer entfernten Haguenau wurde dem Erdboden gleichgemacht und die brauchbaren Steine für den Bau der neuen Festung am Rhein verwendet.
Zwei vorgelagerte Forts wurden als Brückenköpfe an den gegenüberliegenden Rheinufern gebaut, das Fort Alsace auf elsässischer Seite und das Fort Marquisat am badischen Ufer. Südlich des Fort Carré genannten Hauptforts entstand auf der Insel gleichzeitig das regelmäßige Straßenraster der Gemeinde Fort-Louis, deren Besiedlung der König mit Privilegien förderte. Das Fort Marquisat musste nach dem Frieden von Rijswijk 1697 zwischenzeitlich aufgegeben werden, endgültig nach dem Rastatter Frieden von 1714. Die Hauptfestung wurde 1793 im Ersten Koalitionskrieg erstürmt und 1815–18 weiter zerstört.
Seit der Rheinbegradigung im 19. Jahrhundert liegen Fort und Gemeinde auf der linken Rheinseite. Am Rheinufer liegt der Polder Moder. Überreste der Festung sind noch heute vorhanden.

Plan der Festung 1735
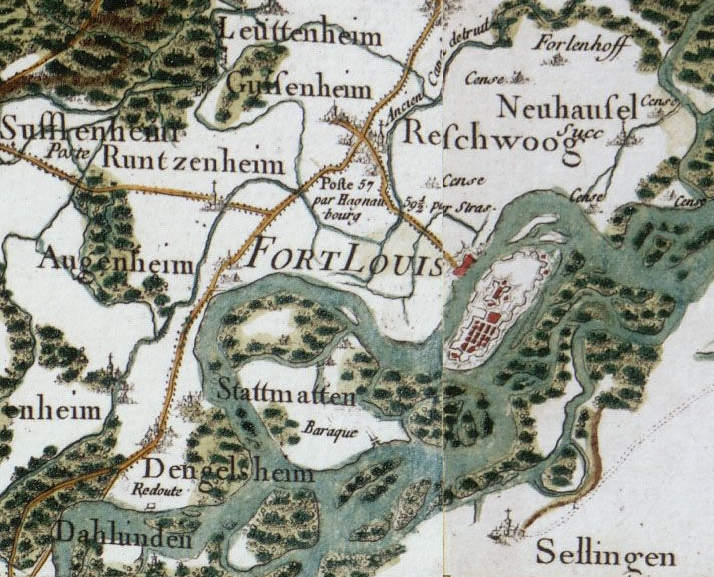
Fort-Louis vor der Rheinbegradigung
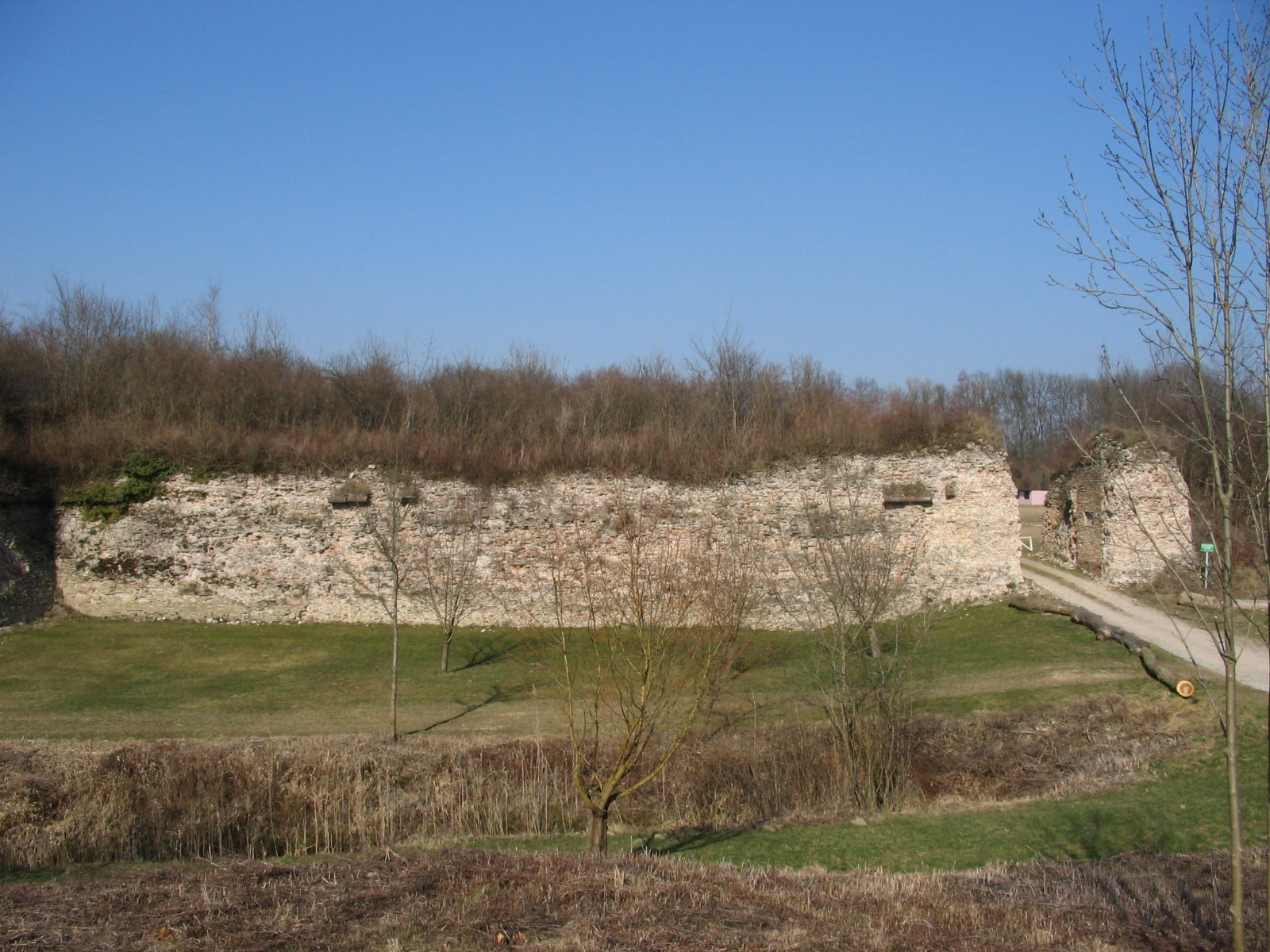
Überreste des Forts
Kirche Saint-Louis
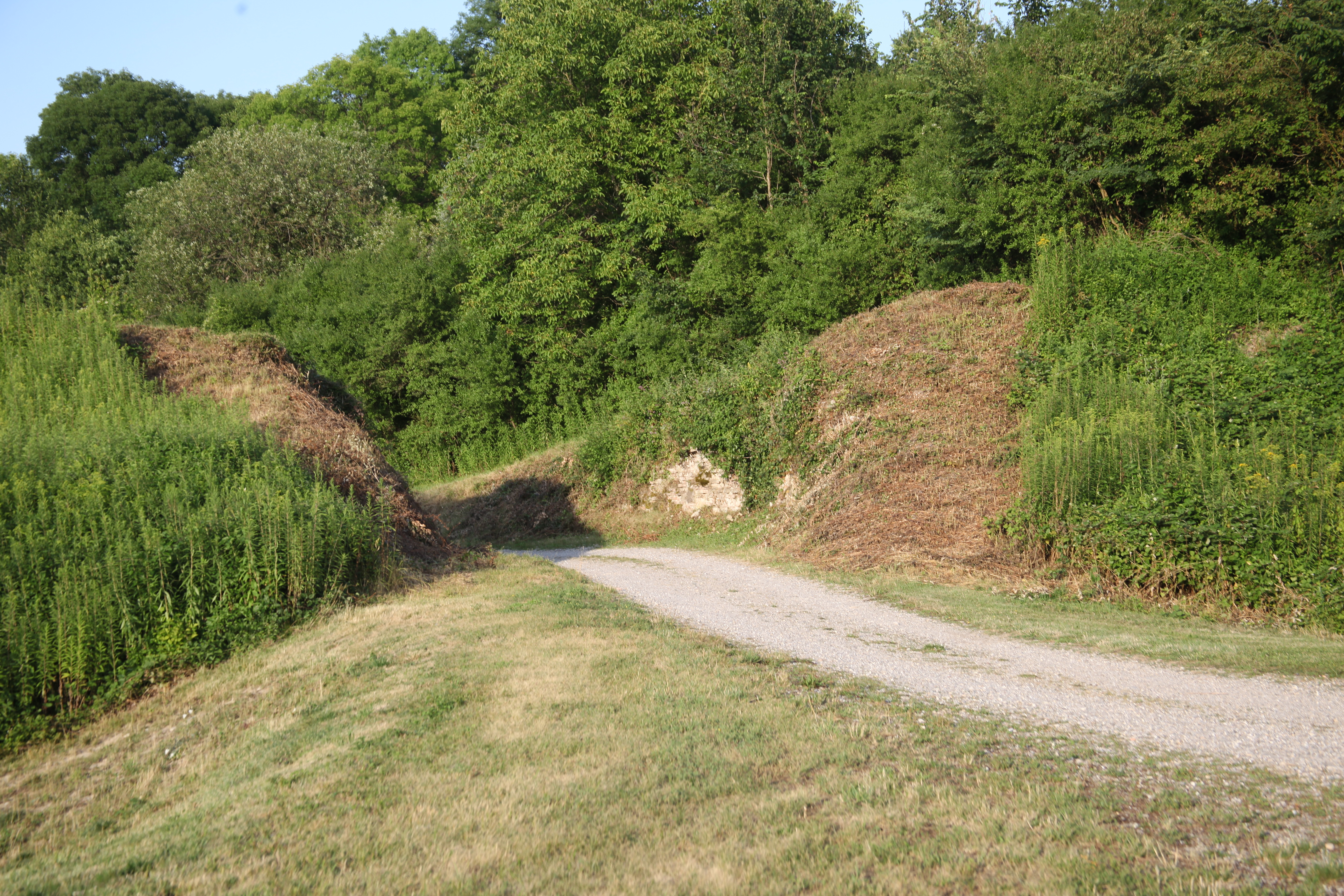
Weg zum Fort
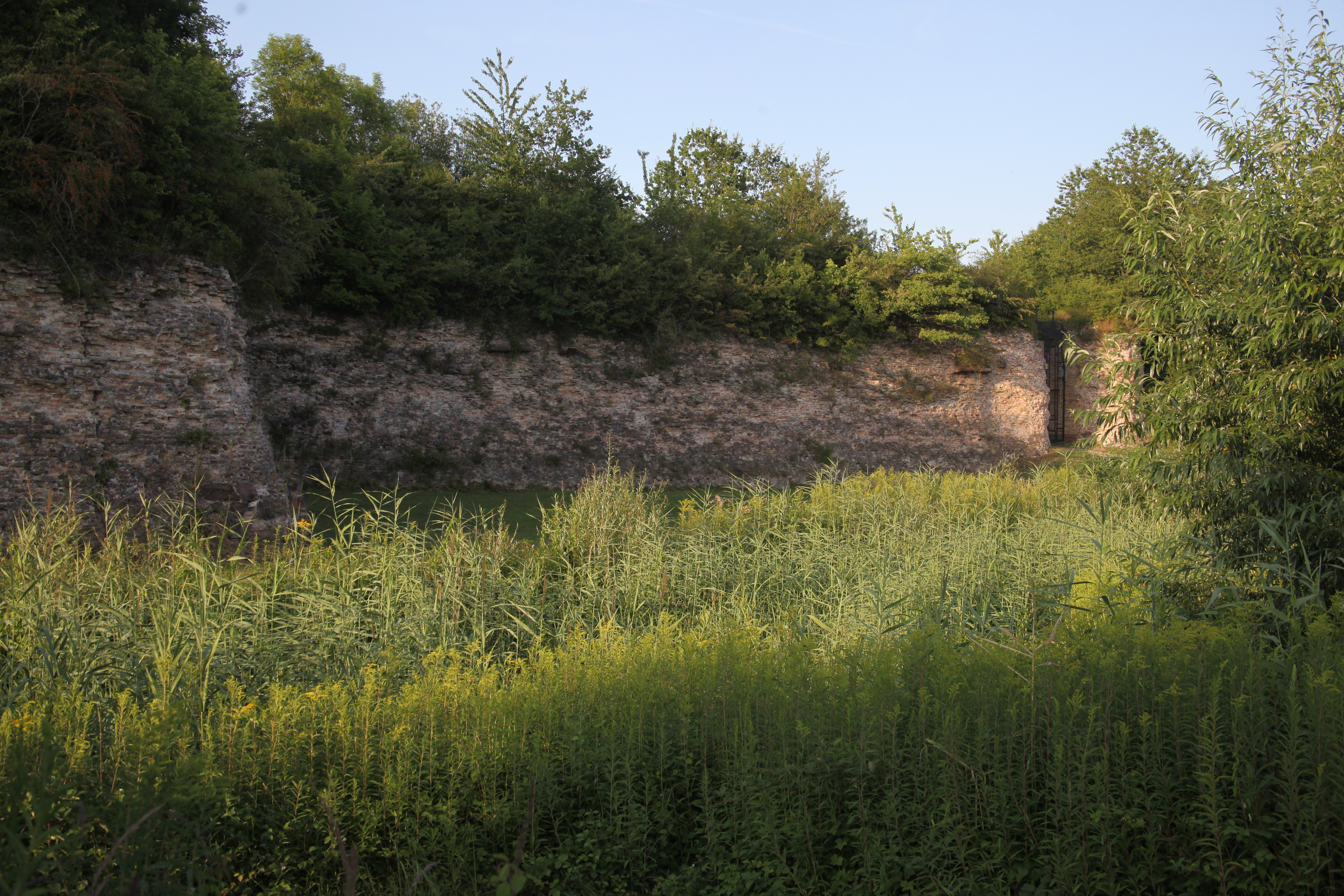
Außenmauer des Forts
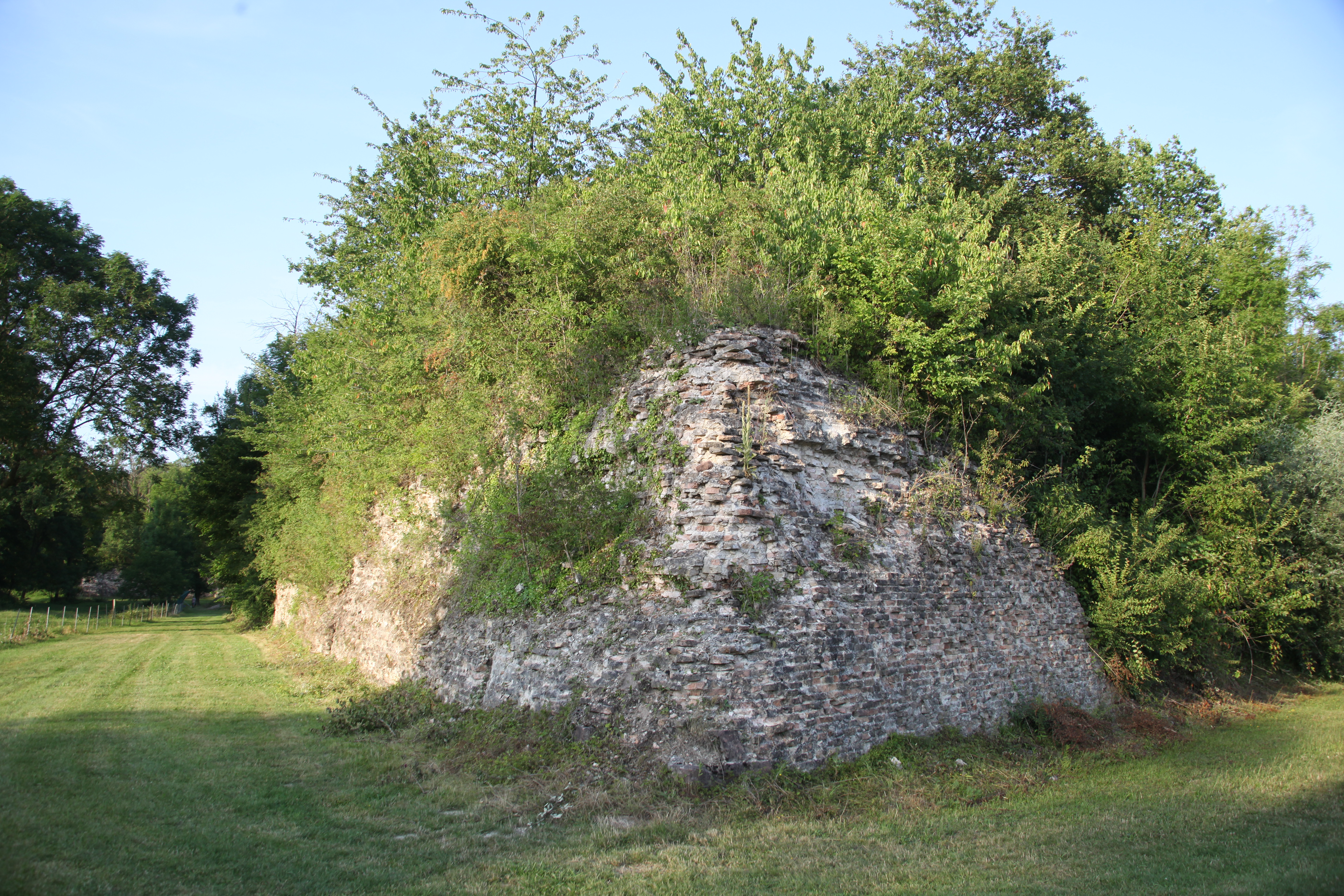
Mauerrest des Forts
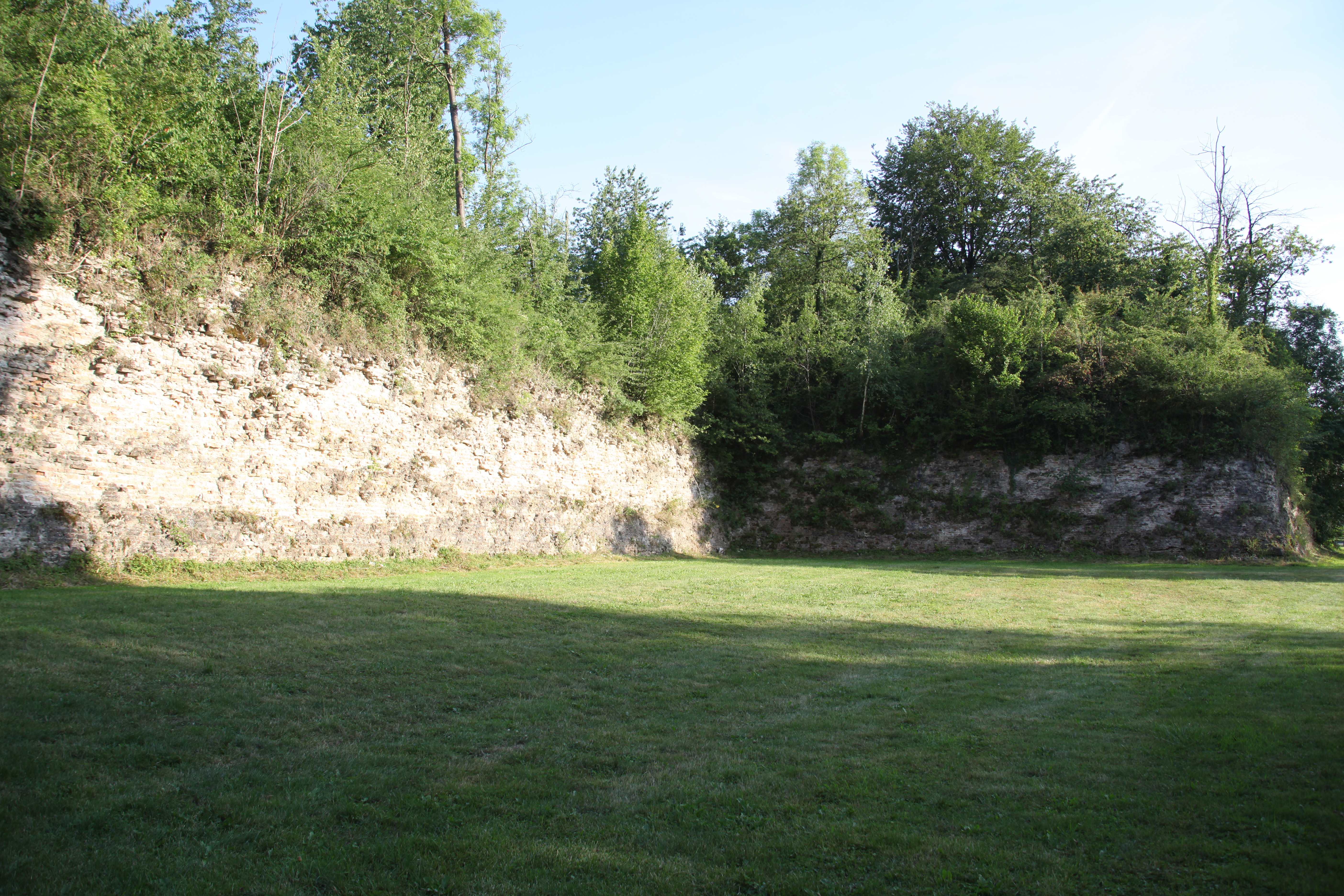
Außenmauer des Forts
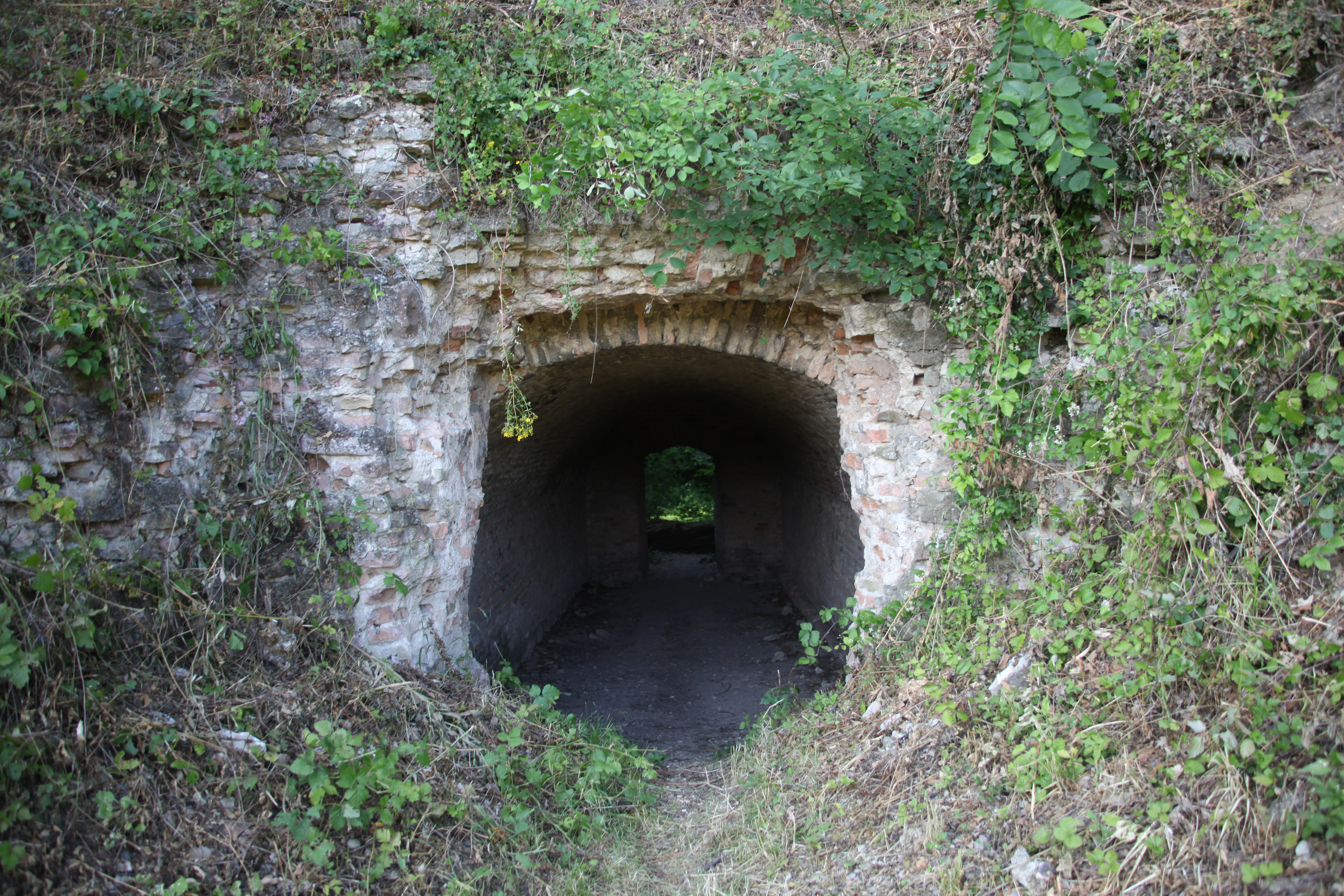
Zugang  zum Fort
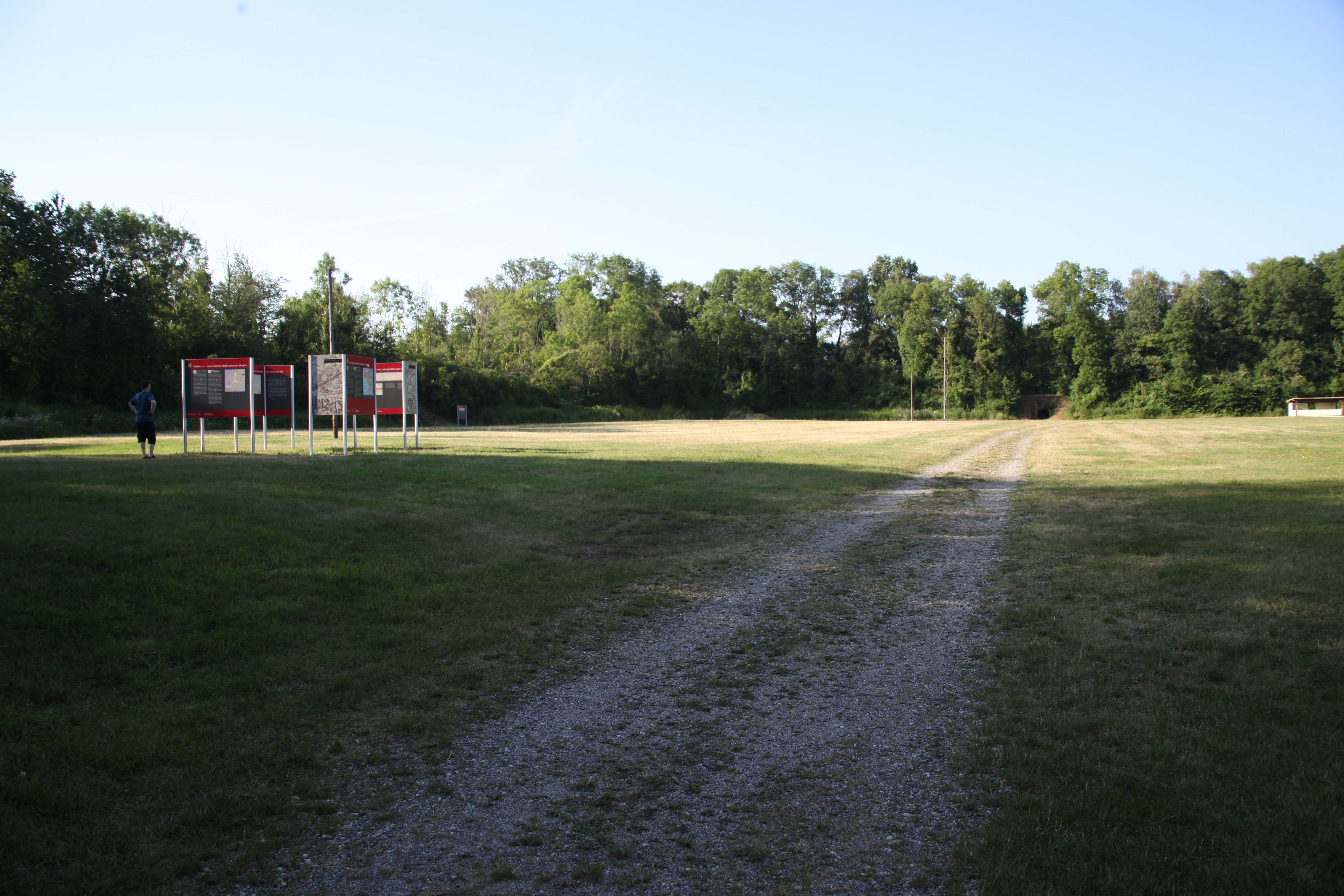
Innenareal des Forts
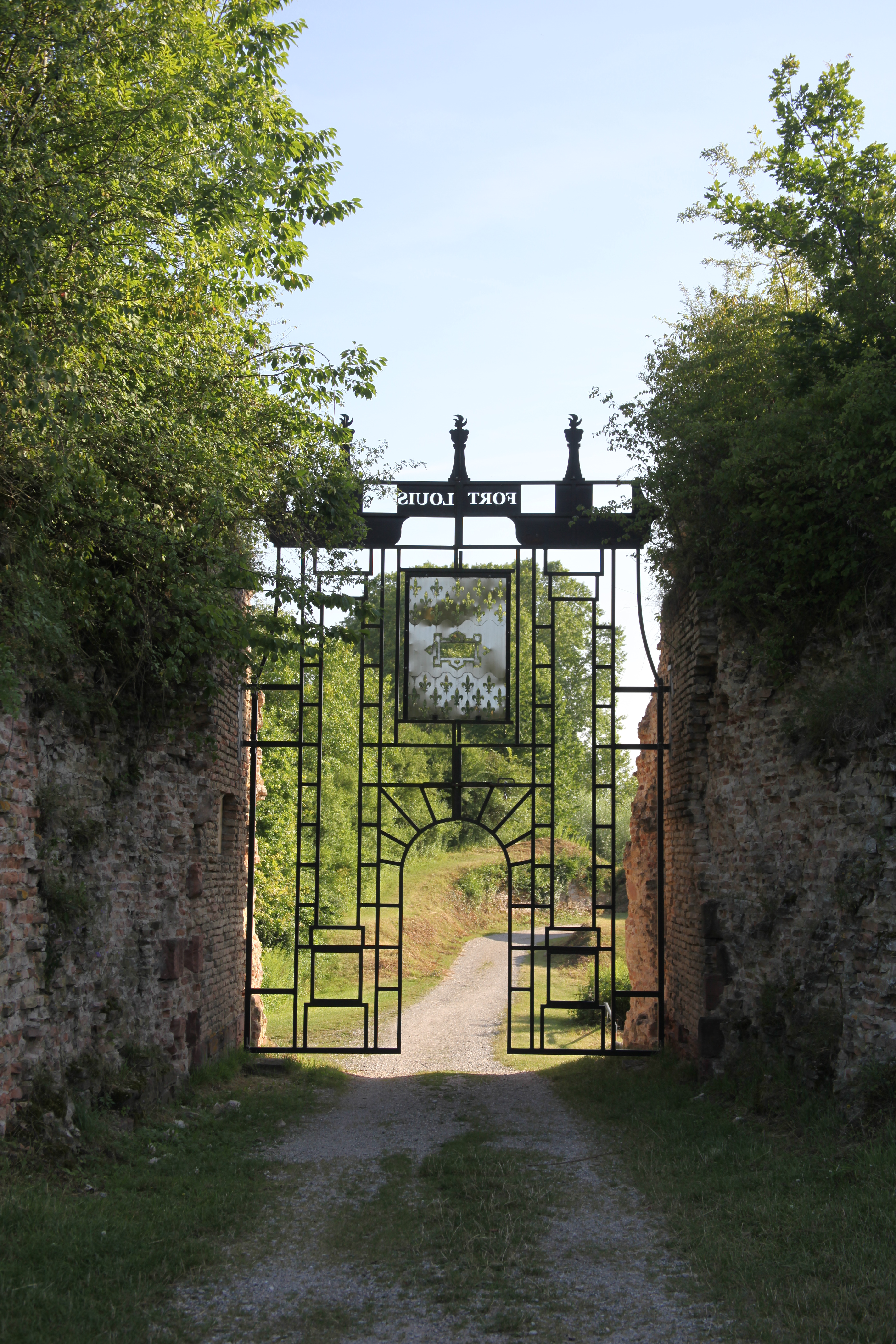
Zugangstor

## Bevölkerungsentwicklung
| 1910 | 1962 | 1968 | 1975 | 1982 | 1990 | 1999 | 2007 | 2018 |
| ---- | ---- | ---- | ---- | ---- | ---- | ---- | ---- | ---- |
| 288  | 137  | 158  | 169  | 167  | 223  | 239  | 301  | 293  |